# إقليم وادي الذهب
23°43′00″N 15°57′00″W / 23.716667°N 15.95°Wإقليم وادي الذهب هو إقليم في جهة الداخلة وادي الذهب بالأقاليم الجنوبية المغربية.
يتميز إقليم وادي الذهب بثروة سمكية هائلة فضلاً عن خزانات مياه جوفية ضخمة بالإضافة إلى الثروة الحيوانية التي تتكون أساساً من الإبل والتي تستفيد من مراعي واسعة في هذا الإقليم الشاسع المساحة.

## تاريخ
في 14 غشت 1979، إستقبل الملك الراحل الحسن الثاني أعيان وشيوخ القبائل الصحراوية من منطقة وادي الذهب، في القصر الملكي بالرباط، وخاطبهم قائلاً: «إننا قد تلقينا منكم اليوم البيعة، وسوف نرعاها ونحتضنها كأثمن وأغلى وديعة، فمنذ اليوم بيعتنا في أعناقكم، ومنذ اليوم من واجباتنا الذود عن سلامتكم والحفاظ على أمنكم والسعي دوما إلى إسعادكم، وإننا لنشكر الله سبحانه وتعالى أغلى شكر وأغزر حمد على أن أتم نعمته علينا فألحق الجنوب بالشمال ووصل الرحم وربط الأواصر».
كما قام الملك الحسن الثاني خلال هذا اللقاء، بتوزيع السلاح على وفود القبائل في إشارة رمزية إلى استمرار الكفاح من أجل الدفاع عن الوحدة الترابية وعن استتباب الأمن والأمان والاستقرار بالأقاليم الجنوبية المسترجعة إلى الوطن.
ومنذ استرجاع هذا الإقليم، انطلقت به أوراش عمل كبرى لانجاز مشاريع وبرامج استثمارية وتنموية في كافة المجالات وعلى شتى الواجهات الاقتصادية والاجتماعية والعمرانية والثقافية والبشرية وإقامة التجهيزات الأساسية والبنى التحتية والارتكازية لإرساء اقتصاد جهوي قوي وخلاق للقاعدة المادية للإنتاج وموفر لفرص الشغل.

## التقسيم الإداري
يتكون إقليم وادي الذهب من جماعة حضرية واحدة، و 6 جماعات قروية. وحسب الإحصاء العام للسكان والسكنى لسنة 2014 يبلغ عدد السكان في الوسط الحضري للإقليم 277 106 نسمة، فيما يبلغ عدد السكان في الوسط القروي للإقليم 488 20 نسمة.
| إقليم وادي الذهب (إحصاء سنة 2014) | إقليم وادي الذهب (إحصاء سنة 2014) | إقليم وادي الذهب (إحصاء سنة 2014) | إقليم وادي الذهب (إحصاء سنة 2014) |
| الدوائر                           | الجماعات                          | عدد السكان                        | عدد الأسر                         |
| --------------------------------- | --------------------------------- | --------------------------------- | --------------------------------- |
|                                   | الداخلة (جماعة حضرية)             | 277 106                           | 469 25                            |
| دائرة بئر إنزران                  | بئر إنزران                        | 6244                              | 234                               |
| دائرة بئر إنزران                  | اكليبات الفولة                    | 2190                              | 18                                |
| دائرة بئر إنزران                  | ميجيك                             | _                                 | _                                 |
| دائرة بئر إنزران                  | أم ادريكة                         | 3146                              | 7                                 |
| دائرة العركوب                     | العركوب                           | 5759                              | 1964                              |
| دائرة العركوب                     | إمليلي                            | 3149                              | 917                               |
|                                   | المجموع                           | 765 126                           | 609 28                            |